# 시어터/톱스
시어터/톱스(THEATER/TOPS)는 도쿄도 신주쿠구에 있던 연극 전용 극장이다.

## 개요
이 극장은 1985년 개장하였으며, 좌석수는 155석이다. 도쿄 선샤인 보이즈 등 수많은 극단이 사용했다. 그러나 건물의 소유자가 폐관 결정을 내렸기 때문에, 폐관을 결정하고 2009년 3월 29일까지 휴관 이벤트가 열렸다. 이 행사에서는 도쿄 선샤인 보이즈가 15년 만에 공연을 했다.